# Múzsa (könyv)
A Múzsa Braskó Csaba 2013-ban megjelent regénye. Műfaját tekintve regénybe ágyazott önfejlesztő könyv. Dacára a késő szeptemberi megjelenésnek a Bookline könyvterjesztő beválasztotta a kötetet a 2013-as év száz legsikeresebb könyvei közé.
A regény egy egyszerű, hétköznapi lány mindennapjain és problémáin keresztül mutatja be, hogyan működik az önfejlesztés a gyakorlatban.

## Történet
|  | Alább a cselekmény részletei következnek! |

A könyv főszereplője egy Éva nevű lány, aki pultosként dolgozik egy kávézóban. Kedvenc kolléganője Vali, leginkább az ő társaságában szereti eltölteni a műszakokat, ez teszi elviselhetővé számára a hétköznapokat.
Életének ugyanis minden területén nehézségekbe ütközik: a munkáját nem szereti, a főnökét kiállhatatlan alaknak tartja, párkapcsolata tönkrement, és még szüleivel is alaposan megromlott a viszonya.
Csak azért dolgozik, mert kell a pénz az élethez és hiteleinek fizetéséhez, sőt barátainak is tartozik kisebb-nagyobb összegekkel.
Egy napon azonban a kávézóba toppan egy furcsa fiú, akivel a beszélgetések nem a szokványos irányt veszik. A párbeszéd hatására a lány felismeri, hogy más szögből nézve az életére megoldhatja minden problémáját.
Fejezetről fejezetre haladva az olvasó nyomon követheti, pontosan hogyan változtat Éva a szemléletén, hogyan kezd kievickélni a partra a megoldhatatlannak tűnő gondok tengeréből, és végül az utolsó fejezetekben hogyan valósítja meg az álmát.
Az első négy fejezetben Éva és a névtelen fiú párbeszédeinek hatására a lány abbahagyja a kesergést a sorsa felett, és saját kezébe veszi az élete irányítását. A fiú ötleteinek hatására mellékállást vállal, amivel ki tudja egészíteni a fizetését.
A következő három fejezetben Éva maga mellé vesz egy lakótársat, hogy megoszthassa kiadásait, és olyan képességeket kezd el kialakítani magában, amikkel egyre több bevételre tud szert tenni a munkahelyén.
A nyolcadik és kilencedik fejezetben a fiú tanácsainak segítségével Éva rendezi kapcsolatát az édesanyjával, valamint a társbérlőjével, akivel az együttélés súrlódásai miatt kezd megromlani a viszonya.
A tizedik fejezettől kezdve Éva pedig azon dolgozik, hogy megvalósítsa az álmát: olyan munkából tudjon megélni, amit tiszta szívvel szeret, és nem csak kényszerűségből kell csinálnia, mint a felszolgálást.
|  | Itt a vége a cselekmény részletezésének! |

## Szereplők
- Éva (főszereplő)
- Vali
- Furcsa fiú